# Potenz (Schelling)
Potenz ist ein grundlegender Begriff in der Philosophie Schellings. In seiner Natur- und Identitätsphilosophie wird durch sie die „dynamische Stufenfolge“ der Naturprozesse gedeutet, wobei sich auf den höheren Stufen Momente der niederen reproduzieren. 
In der Einleitung zu dem Entwurf eines Systems der Naturphilosophie (1799) versucht Schelling, den gesamten Entwicklungsprozess der Natur von der bewusstlosen Materie bis zum selbstbewussten Menschen darzustellen. Auf der ersten Stufe, der ersten Potenz, kommt es aufgrund des Zusammenwirkens der polaren Kräfte Expansion und Attraktion zur Materiebildung, deren äußeres Indiz die Schwerkraft ist. Aus ihr bildet sich das System der Himmelskörper, das sich in einem unaufhörlichen Veränderungsprozess befindet. In der zweiten Potenz bricht das Licht als quasi ideelles Moment der Materie hervor, das auf der materiellen Stufe noch gebunden war. In der dritten Potenz schließen sich Materie und Licht zum sich selbst reproduzierenden Organismus zusammen. Dieser durchläuft seinerseits einen evolutionären Prozess der Gestaltbildung, bis der gesamte Naturprozess durchbrochen wird und im menschlichen Bewusstsein eine neue Prozessreihe, die menschliche Geschichte beginnt.